# 언피니시드
《언피니시드》(영어: The Debt)는 2010년 공개된 영화이다.

## 줄거리
1997년, 레이첼, 스테판, 데이비드가 1965년에 겪었던 사건들을 바탕으로 한 사라의 책 출판 기념 파티에서 레이첼은 딸 사라에게 존경을 받는다. 동시에, 데이비드는 이스라엘 정부 요원에게 이끌려 아파트에서 심문을 받는다. 데이비드는 다른 차량에서 기다리고 있던 스테판을 알아보고, 그들의 거짓말을 직면할 수 없어 다가오는 트럭 앞으로 뛰어들어 자살한다.
1965년, 신참 모사드 요원 레이첼 싱어는 첫 현장 임무를 위해 동베를린에 도착하여 더 경험 많은 요원 데이비드 페레츠와 스테판 골드를 만난다. 그들의 임무는 제2차 세계 대전 중 유대인들에게 의학 실험을 한 것으로 악명 높은 "비르케나우의 외과의사"로 알려진 나치 전범 디터 포겔을 붙잡아 이스라엘에서 재판에 회부하는 것이다. 레이첼과 데이비드는 아르헨티나에서 온 부부로 위장하고, 레이첼은 포겔의 산부인과 진료소에서 환자가 된다.
레이첼은 포겔의 진료소에서 산부인과 검사를 받을 계획을 세운다. 최근 성교를 한 기혼 여성으로 보이기 위해 데이비드와 잠자리를 갖고 싶어 하지만 그 이유를 설명하지 않는다. 두 사람은 서로에게 감정을 가지고 있지만 데이비드는 그녀의 제안을 거부한다. 대신 그녀는 스테판과 잠자리를 갖는다.
진료 약속 시간에 불편한 골반 검사 중, 레이첼은 포겔에게 진정제를 주사하고 간호사에게 그가 심장마비를 겪은 것처럼 믿게 만든다. 스테판과 데이비드는 구급대원으로 변장하고 의식을 잃은 포겔을 구급차에 싣고 떠난다. 그들은 기차로 떠나려 하지만, 포겔이 깨어나 자신이 갇혀 있는 밴의 경적을 울려 경비원들에게 그들의 존재를 알린다. 총격전이 벌어지자 데이비드는 위험에 처한 레이첼을 구한다. 모사드 요원들은 어쩔 수 없이 포겔을 그들의 아파트로 데려와 새로운 탈출 계획을 세운다.
데이비드와 스테판은 포겔을 벽난로에 묶어둔 채 교대로 감시하고 먹이를 준다. 자신의 근무 중, 데이비드는 나치의 관점인 유대인들이 이기심과 같은 많은 약점을 가지고 있어 쉽게 제압될 수 있다는 포겔의 말에 격렬하게 분노한다. 데이비드는 그릇을 포겔의 머리에 부수고 반복적으로 구타하기 시작한다. 레이첼이 달려와 그를 막으려 하지만 데이비드는 포겔을 계속 때리면서 자신도 모르게 그녀를 때린다. 데이비드는 결국 스테판에 의해 제지당하고 방 밖으로 끌려나간다.
레이첼은 얼굴의 피를 씻기 위해 화장실로 들어가 포겔을 혼자 둔다. 포겔은 몰래 깨진 그릇 조각을 움켜쥐고 자신의 속박을 끊기 시작한다. 레이첼이 방으로 돌아오자 포겔은 그 조각으로 그녀를 공격하고 벽에 던져 그녀를 의식을 잃게 만든다. 포겔은 현관문을 열고 계단을 뛰어 내려가 도주한다.
스테판은 당황하여 굴욕을 피하기 위해, 레이첼이 도주하려던 포겔을 총으로 쏴 죽였고 그들이 시체를 처리할 수 있었다는 이야기를 꾸며낸다. 레이첼은 일어난 일에 대해 거짓말을 할 수 없다고 주장하지만, 포겔이 도망친 것에 대해 자신을 탓하던 데이비드는 거짓말에 동의한다. 스테판은 레이첼에게 마지못해 동의하도록 압력을 가한다.
레이첼은 자신이 임신한 것을 알게 되자, 데이비드를 사랑하지만 아이의 아버지인 스테판과 결혼한다. 다음 해에 요원들은 임무에서의 역할로 국가 영웅으로 숭배된다.
한 세대 후, 딸의 책 출판을 축하하는 저녁 식사에서 스테판은 레이첼을 옆으로 데려가 자신이 얻은 새로운 정보를 논의하기 위한 만남을 정한다. 나중에 데이비드의 아파트에서 스테판은 포겔이 우크라이나의 정신병원에 있으며 곧 현지 언론인과 인터뷰를 할 예정이라는 증거를 제시한다.
스테판은 데이비드가 겁쟁이였기 때문에 자살했다고 주장한다. 레이첼은 스테판의 설명을 반박하며, 데이비드가 자살하기 하루 전 그를 만났던 일을 회상한다. 데이비드는 그 거짓말에 대한 수치심을 드러냈고, 마침내 포겔을 재판에 회부하기 위해 수년 동안 전 세계를 찾아다녔지만 실패했다고 밝혔다. 그는 또한 레이첼이 특히 딸을 보호하기 위해 가장 가까운 사람들을 위해 그 거짓말을 계속 퍼뜨릴 것이라고 인정한 것에 더욱 낙담했다.
그럼에도 불구하고 레이첼은 결국 키이우로 여행을 떠날 수밖에 없다고 느낀다. 그녀는 언론인의 정보를 조사하여 정신병원으로 갈 수 있게 된다. 그녀는 언론인보다 몇 분 일찍 방에 도착하여 포겔이라고 주장하는 남자가 그가 아니라는 것을 발견한다. 스테판에게 전화로 그 만남에 대해 설명하며, 레이첼은 1965년 임무에 대해 더 이상 거짓말을 하지 않을 것이라고 선언한다. 그녀는 언론인을 위해 메모를 남기고 갑자기 다른 환자들 사이에서 진짜 포겔을 발견하고 그를 병원의 외딴 지역으로 따라간다.
포겔이 가위로 그녀를 두 번 찌르는 대치 끝에, 레이첼은 독이 든 주사기를 그의 등에 꽂아 포겔을 죽인다. 나중에 레이첼의 메모가 발견되어 언론인에게 읽힌다. 그것은 임무의 진실을 설명하며, 세상에 전달될 준비가 되어 있다.

## 출연

### 주연
- 헬렌 미렌
- 샘 워싱턴
- 제시카 차스테인
- 시아란 힌즈

### 조연
- 톰 윌킨슨
- 마튼 초카스
- 제스퍼 크리스텐슨
- 아다 벡
- 니트잔 샤론

## 기타
- 공동제작: 메이리 벳
- 미술: 짐 클레이
- 세트: 존 부시
- -무술감독: 줄리안 스펜서
- 의상: 나탈리 워드
- 배역: 미쉘 기쉬